# SABOTEN
SABOTEN（サボテン）は、日本のロックバンド。所属はAFRICAN RECORDS・PINEFIELDS。大阪府門真市にて結成。

## 来歴
- 1999年
  - 大阪府は門真市にて、3ピース“メロディックパンク”バンドとして結成される。それからまもなく1stアルバム『HI ROCK HI』を自主制作で1000枚作り、売り切った。
- 2002年
  - この自主制作盤がSHACHIのTAKE（Vo/G）の目に止まり、彼が運営するレーベル『DUSTBOX RECORDS』から4月に再リリースされる。
  - 同年2月にヤッソー（B/Cho）、6月にサケ（Dr/Cho）が加入し、唯一のオリジナル・メンバーであるキヨシ（Vo/G）を含む現ラインナップが固まる。
  - 12月には2ndアルバム『NO RAIN,NO RAINBOW』を発売。
- 2004年
  - Sony Music Records移籍し、3月に1stシングル「おくりもの」でメジャーデビュー。同年11月に3rdアルバム『CIRCUS』を発売。
- 2006年
  - 4月に4thアルバム『ISLANDS』、12月に2ndシングル「シナリオ」（アニメNARUTOのエンディングテーマ）を発売。
  - 同年、PANと野外イベント『MASTER COLISEUM'06』を開催し、1500人を収容した。
- 2007年
  - 2月に5thアルバム『CLASSIC』を発売後、エキサイト・ミュージック・エンタテインメントに移籍する。そして、2回目となる野外イベント『MASTER COLISEUM'07』を開催し、前回を上回る2000人を収容した。12月には会場限定4thシングル「BUBBLYS Part.1/smile」を発売。また、今年行われた彼らの自主企画ライヴ『AFRICAN NIGHT』と野外イベント『MASTER COLISEUM'07』を軸にした1stDVD集『YELLOW RIOT 1』を発売。
- 2008年
  - 5月にSHACHIとスプリット『AFRICAN MARTENS』を発売。
- 2010年
  - 6月に2年ぶりとなるフルアルバム『GREEN HOLE』を発売。
- 2014年
  - 初のベストアルバムとなる『1億3千万人が選ぶSABOTEN傑作集(再録)』を発売。
- 2015年
  - 結成15年を記念して、2ndDVD集『SABOTEN15周年記念映像集  祝！義務教育修了！』を発売。

## 作品

### 配信シングル
|      | 発売日         | タイトル             | 備考                         |
| ---- | -------------- | -------------------- | ---------------------------- |
| 1st  | 2018年1月24日  | COOKBOSS             | AFRICAN RECORDS / PINEFIELDS |
| 2nd  | 2018年3月10日  | エピローグ           | AFRICAN RECORDS / PINEFIELDS |
| 3rd  | 2018年5月12日  | オセロノイズ         | AFRICAN RECORDS / PINEFIELDS |
| 4th  | 2018年7月20日  | パズル               | AFRICAN RECORDS / PINEFIELDS |
| 5th  | 2019年3月10日  | ストーム             | AFRICAN RECORDS / PINEFIELDS |
| 6th  | 2020年10月2日  | ホノイカヅチノコビト | AFRICAN RECORDS / PINEFIELDS |
| 7th  | 2020年10月9日  | 写楽                 | AFRICAN RECORDS / PINEFIELDS |
| 8th  | 2020年10月16日 | オーケストラ         | AFRICAN RECORDS / PINEFIELDS |
| 9th  | 2020年10月23日 | ダンシング           | AFRICAN RECORDS / PINEFIELDS |
| 10th | 2020年10月30日 | みらいへ帰ろう       | AFRICAN RECORDS / PINEFIELDS |

## タイアップ
| 曲名     | タイアップ                                      |
| -------- | ----------------------------------------------- |
| 仮FLOWER | ANB系「PLATINUM LONDONBOOTS」エンディングテーマ |
| シナリオ | アニメ「NARUTO」第15期エンディングテーマ        |

## 主なライブ

### ワンマンライブ・主催イベント
- 2012年〜2013年 - SABOTEN WHITE POOL 観光TOUR
w/dustbox/BUZZ THE BEARS/GARLIC BOYS/GOOD4NOTHING/NOA/NUBO/OVER ARM THROW/PAN/SECRET 7 LINE/SHANK
- 2013年 - SABOTEN presents AFRICAN NIGHT 2013 THE暴年会
- 2014年 - SABOTEN 傑作集を選んだ1億3千万人に挨拶TOUR
w/Dizzy Sunfist/PAN/SUNDAYS/dustbox/OVER ARM THROW/STANCE PUNKS/ZOMBIESTARZ/AT-FIELD/BACKLIFT/GOOD4NOTHING/Northern19/Reboot/SECRET 7 LINE/SHIMA/sunmarine/swapping18/THE BOOGIE BACK/THE LOCAL ART/The Well Wells/UNLIMITS/とびこ/スパイク
- 2014年 - SABOTEN presents AFRICAN NIGHT SPECIAL
w/B-DASH/ガガガSP/サンボマスター/EDDY/AT-FIELD/POT/POLKADOT
- 2014年12月12日・26日 - SABOTEN 傑作集を選んだ1億3千万人に挨拶TOUR FINAL ONE MAN
- 2015年05月16日 - SABOTEN presents AFRICAN NIGHT NAGOYA〜SABOTEN DVD RELEASE PARTY〜
w/SECRET 7 LINE
- 2015年05月31日 - AFRICAN NIGHT TOKYO
w/SHACHI
- 2015年07月31日〜10月17日 - SABOPANスプリットアルバムリリースツアー
w/PAN/MINAMI NiNE/POT/THE SKIPPERS
- 2015年11月14日〜2016年03月06日 - SABOTEN"MASTER PEACE TOUR 2015-2016"
- 2016年03月18日 - SABOTEN"MASTER PEACE TOUR 2015-2016"FINAL

### 出演イベント
- 2003年08月03日 - 八食サマーフリーライブ 2003
- 2004年08月08日 - 八食サマーフリーライブ 2004
- 2005年08月07日 - 八食サマーフリーライブ 2005
- 2006年08月05日 - 八食サマーフリーライブ 2006
- 2007年08月04日 - 八食サマーフリーライブ 2007
- 2007年10月10日 - マキシマム ザ ホルモン ぶっ生き返すTOUR
- 2008年08月02日 - 八食サマーフリーライブ 2008
- 2008年09月05日 - OTODAMA '08 音泉魂
- 2008年09月20日 - MASTER COLISEUM '08
- 2009年02月08日 - dustbox Blooming Harvest TOUR 2008-2009
- 2009年08月01日 - 八食サマーフリーライブ 2009
- 2009年09月05日 - OTODAMA'09 〜音泉魂〜
- 2009年09月12日 - MASTER COLISEUM'09
- 2010年05月02日 - COMIN'KOBE10
- 2010年08月08日 - 八食サマーフリーライブ 2010
- 2010年09月04日 - OTODAMA'10 〜音泉魂〜
- 2010年09月18日 - MASTER COLISEUM'10
- 2011年05月04日 - COMIN'KOBE11
- 2011年07月10日 - 京都大作戦2011年 〜今年も楽しむ覚悟でいらっ祭!〜
- 2011年08月06日 - 八食サマーフリーライブ 2011
- 2011年09月23日 - MASTER COLISEUM'11
- 2012年02月05日 - SECRET 7 LINE pre.THICK FESTIVAL 2012
- 2012年03月18日 - GOOD4NOTHING "RIGHT NOW TOUR 2012"
- 2012年05月05日 - COMIN'KOBE12
- 2012年05月09日 - SSMC 2012
- 2012年06月09日 - ジャングル☆ライブ
- 2012年07月03日 - SHANK“Keep on Calling TOUR”
- 2012年08月07日 - 八食サマーフリーライブ 2012
- 2012年09月22日・23日 - MASTER COLISEUM'12
- 2012年10月21日 - タワーレコード難波店10周年記念イベント「ミナミの10王〜ロックの匂いがしよるでぇッ!〜」
- 2012年10月28日 - rockey presents "7stars vol.1
- 2012年11月08日 - カントリーロードツアー2012
- 2012年12月16日 - B-DASH 結成15周年ツアー 「か・・かか・・・・かぺぺぺ・・・」
- 2012年12月27日 - EGG BRAIN 50 PUSH!! ALL AROUND JAPAN TOUR 2012裏ファイナル 神戸太陽と虎2DAYS
- 2013年03月24日 - SECRET 7 LINE pre.THICK FESTIVAL 2013 "KILL 'EM ALL KIDZ"
- 2013年04月29日 - COMIN'KOBE 2013
- 2013年05月11日 - ガチンコ COLISEUM '13
- 2013年06月16日 - RADIOTS 3rd ALBUM "REBELS" "THE GREAT REBELLION TOUR 2013"
- 2013年07月20日 - FREEDOM NAGOYA 2013
- 2013年08月03日 - 八食サマーフリーライブ 2013
- 2013年08月25日 - dustbox Care Package TOUR 2013
- 2013年09月21日・22日 - MASTER COLISEUM'13
- 2013年10月05日 - PAN ドッターバッターツアー 2013
- 2013年10月11日 - MINAMI WHEEL 2013 EXTRA
- 2013年10月13日・14日・16日 - マキシマム ザ ホルモン"予襲復讐"ツアー
- 2013年11月22日 - セックスマシーン『明日への活力』NewSingle「遊び足りない」発売記念〜京都巌流島 花団よ！我々は遊び足りない！〜
- 2013年12月06日・07日・08日・2013年01月11日 - BUZZ THE BEARS "GOLDCAGE"RELEASE TOUR -GOLD RUSH TOUR-
- 2013年12月31日 - KINDAMA'13-'14〜年越し音泉!謹賀魂〜
- 2014年01月27日 - SHANK Baitfish Attitude TOUR 2014
- 2014年02月15日 - NUBO"Human hymns"TOUR 2013-2014
- 2014年02月22日 - BACK LIFT FULL OF OUR BIG DREAM TOUR 2014
- 2014年03月01日・02日 - EGG BRAIN START OFF WITH MUZIC TOUR 2014
- 2014年03月15日 - ONION ROCK FESTIVAL 2014
- 2014年03月23日 - SAKAI MEETING 2014
- 2014年04月03日 - ガチンコ COLISEUM'14
- 2014年04月29日 - COMIN'KOBE14
- 2014年05月02日・03日・05日・07月11日・12日 - PAN「ヒズム ハズム リズム」RELEASE"ヒズムハズムリズムツアー"
- 2014年05月25日 - SECRET 7 LINE pre.THICK FESTIVAL 2014
- 2014年08月01日 - OVER ARM THROW presents Some Missing Night War
- 2014年08月24日 - 八食サマーフリーライブ 2014
- 2014年09月14日・15日 - MASTER COLISEUM'14
- 2014年10月04日 - HOTSQUALL BEST TOUR 2014 Laugh at Life
- 2014年10月12日 - FOUR GET ME A NOTS 10th Anniversary GRATEFUL FOR ALL TOUR〜Friends〜
- 2014年11月09日 - ピアノゾンビ 大王 ホネヌキマン様presents
- 2014年12月02日 - MINAMI NiNE presents KIRISHIMA NIGHT
- 2014年12月07日 - RONDONRATS。 pre.“NEW STANDARD SPECIAL EDITION”
- 2015年01月18日 - GRANDLINE 2015
- 2015年01月24日 - WANIMA Can Not Behaved!! Tour
- 2015年02月08日・06月14日 - PANベストアルバム「ベスト盤゜」リリースツアー【ベスト盤゜でベストPANツアー】
- 2015年02月21日・22日 - SWANKY DANK『Magna Carta』 Tour
- 2015年03月14日 - TENJIN ONTAQ 天神音たく
- 2015年03月16日・17日・18日 - FACE IT!!
- 2015年03月22日 - SAKAI MEETING 2015
- 2015年03月28日 - ガガガSP 全国行脚ツアー2015 「ガガガを聴いたらコンニチワ!!」
- 2015年04月16日 - SHACHI presents Dr.Martens
- 2015年04月19日 - EGG BRAIN LIVE "THANXXX"
- 2015年04月25日 - ザ・サイレンズ presents"京極ランチタイムvol.34〜「RAINBOW」リリースツアーファイナル〜"
- 2015年04月29日 - COMIN'KOBE15
- 2015年05月06日 - HOTSQUALL "ONION ROCK TOUR 2015"
- 2015年06月07日 - SAKAE SP-RING 2015
- 2015年06月30日 - COUNTRY YARD「Bows And Arrows TOUR」
- 2015年08月21日 - ALIVE25周年 SPECIAL
- 2015年08月22日 - DISK GARAGE MUSIC MONSTERS -2015 summer-
- 2015年08月23日 - 八食 SUMMER FREE LIVE 2015
- 2015年08月29日 - KITAZAWA TYPHOON 2015
- 2015年08月31日 - PIRATESHIP 2015 後夜祭
- 2015年09月12日・21日 - MASTER COLISEUM'15
- 2015年09月27日 - BURST MAX'15
- 2015年10月12日 - MINAMI WHEEL 2015
- 2015年10月18日 - ベイビーレイズJAPAN AUTUMN TOUR 2015 -IDOROCK REVOLUTION-